# 山崎森
山崎 森（やまざき しげる、1924年(大正13年)1月1日 - ）は、日本の詩人、カウンセラー。
佐賀県武雄市生まれ。1952年九州大学法学部卒。横浜家庭裁判所家事調停委員、東京家庭裁判所、横浜家裁で調査員、大学講師をへて、国際カウンセリング協会主任研究員。

## 著書
- 『危険海域 山崎森詩集』現幻社、1966
- 『喪失と攻撃 子供は暴力で訴える』立花書房、1983
- 『いじめの構図』ぎょうせい、1985
- 『石の曼陀羅 山崎森詩集』詩画工房、1991
- 『青少年の問題行動の分析 愛と拒否の死角』立花書房、1993
- 『舷灯 山崎森詩集』詩画工房、1997
- 『航跡 山崎森詩集』詩画工房、2000
- 『Persona non grataの歌 山崎森詩集』詩画工房、2003
- 『タクラマカン沙漠へ 山崎森詩集』詩画工房、2006
- 『石の狂詩曲 山崎森詩集』横浜詩人会、2007 横浜詩人会創立50周年記念第6次ネプチューンシリーズ
- 『ラピスラズリーの空へ 山崎森詩集』詩画工房、2009
- 『ペンペン草の旅 山崎森詩集』詩画工房、2011

共著
- 『少年暴力の背景と予防』桧山四郎共著 ぎょうせい、1981

## 参考
- 『現代日本人名録』2002年